# Comuna Zalujjea, Bilohirea
Zalujjea (în ucraineană Залужжя) este o comună în raionul Bilohirea, regiunea Hmelnîțkîi, Ucraina, formată din satele Kornîțea, Șelviv, Vikentove și Zalujjea (reședința).

## Demografie
Componența lingvistică a comunei Zalujjea
     Ucraineană (99,53%)
     Alte limbi (0,47%)
Conform recensământului din 2001, majoritatea populației comunei Zalujjea era vorbitoare de ucraineană (99,53%), existând în minoritate și vorbitori de alte limbi.